# Abella de la mel
L'abella de la mel o abella europea comuna (Apis mellifera) és una espècie d'himenòpter apòcrit de la família dels àpids (Apidae). És l'abella que s'utilitza preferentment (però no exclusivament) en apicultura en tot el món.
El seu nom en llatí científic va ser creat el 1758 per Carl von Linné: Apis significa «abella», mellifer «mel·lífer, que porta o que té mel». En adonar-se més tard que, en realitat, les abelles no porten mel, sinó pol·len, von Linné intentà corregir el nom pel d'Apis mellifica («abella que fabrica mel») en una publicació posterior. Tanmateix, i d'acord amb la llei de prioritat, el nom més antic té preferència. El 28 d'octubre de 2006, es va seqüenciar completament el genoma de l'abella Apis mellifera. Va ser el tercer insecte en assolir-se aquesta seqüenciació, després de la mosca de la fruita i d'un mosquit.
El 2007 els mitjans de comunicació alertaven sobre l'anomenada síndrome del despoblament dels ruscos (en anglès: Colony Collapse Disorder). Les abelles europees, des de fa uns dotze anys, pateixen importants pèrdues en totes les regions del món. Les causes no estan encara perfectament establertes (s'apunta al microorganisme Nosema). Les desaparicions arriben del 50% al 90% de les poblacions segons els indrets del món.

## Distribució geogràfica

Principales subespecies europeas

### Subespècies originades a Europa
- Apis mellifera ligustica Spinola, 1806. Es coneix pel nom popular d'abella italiana. És la raça més emprada a Amèrica del Nord, Amèrica del Sud i Europa meridional (excepte Espanya). Es comercialitza per tot el món. Són abelles tranquil·les, sense gran propensió a eixamenar, i fan molt excedent de mel. Com a característica indesitjable té la de mantenir grans poblacions d'abelles a l'hivern que per tant consumeixen molta mel i necessiten que l'apicultor els en deixi molta. Té l'abdomen amb bandes de color que fa que s'assembli una mica a una vespa però també hi ha línies genètiques de color daurat.
- Apis mellifera carnica Pollmann, 1879. El nom específic deriva de Carniola, una regió d'Eslovènia. No són gaire agressives. De color fosc, amb petites colònies per passar l'hivern i ràpides en entrar en acció a la primavera.
- Apis mellifera caucasica Pollmann, 1889. De les muntanyes del Caucas. Abella de mida grossa i no gaire agressives, de color grisenc.
- Apis mellifera remipes Gerstäcker, 1862. Caucas, Iran, Mar Càspia.
- Apis mellifera mellifera Linnaeus, 1758. És l'abella negra del nord d'Europa, també anomenada abella germànica. Domesticada en temps relativament recents i portada a Amèrica del Nord en temps colonials. És menuda i de color fosc.
- Les poblacions hibridades d'A. m. mellifera x A. m. ligustica apareixen a Amèrica del Nord i Europa occidental.
- Apis mellifera iberiensis Engel, 1999. És l'abella de la península Ibèrica tot i que també s'hi troben hibridacions amb les abelles nord-africanes.
- Apis mellifera cecropia Kiesenwetter, 1860. Grècia meridional.
- Apis mellifera cypria Pollmann, 1879. Amb fama de ser molt agressives.
- Apis mellifera ruttneri Sheppard, Arias, Grech & Meixner, 1997. Originària de l'illa de Malta.
- Apis mellifera sicula Montagano, 1911. De Trapani i Ustica a Sicília.

### Subespècies originades a Àfrica
- Apis mellifera scutellata Lepeletier, 1836. D'Àfrica central i occidental, actualment els híbrids es troben a tota Amèrica del Sud i als Estats meridionals dels Estats Units. En un intent dels apicultors brasilers per augmentar la producció de mel de les abelles, el genetista Warwick Kerr importà al Brasil reines d'abelles d'una subespècie de Tanzània i per descuit se n'escaparen algunes. Aquestes abelles reines africanes es varen aparellar amb abellots locals i es produí poblacions de les ben aviat conegudes com a “abelles assassines” que més correctament s'anomenen abelles africanitzades. El comportament agressiu s'explica per les condicions de vida difícils del seu lloc d'origen i la facilitat amb la qual els eixams abandonen el rusc per buscar-ne un altre de més segur en cas de perill.
- Apis mellifera capensis Eschscholtz, 1822. L'abella del Cap, d'Àfrica del Sud.
- Apis mellifera monticola Smith, 1961. Originària d'altes muntanyes de l'est d'Àfrica (entre 1.500 i 3.100 m) Elgon, Kilimanjaro, Kenya, Meru.
- Apis mellifera sahariensis Baldensperger, 1932. Dels oasis del Marroc.
- Apis mellifera intermissa von Buttel-Reepen, 1906. Part nord d'Àfrica al Marroc, Líbia i Tunísia. Són negres i molt agressives però no ataquen si no se les provoca.
- Apis mellifera major Ruttner, 1978. De les muntanyes del Rif al Marroc. Pot ser una varietat marró d'Apis mellifera intermissa però té diferències anatòmiques.
- Apis mellifera adansonii Latreille, 1804. Originada a Nigèria i Burkina Faso.
- Apis mellifera unicolor Latreille, 1804. Madagascar
- Apis mellifera lamarckii Cockerell, 1906. Abella de Lamarck, de la vall del Nil a Egipte i Sudan.
- Apis mellifera litorea Smith, 1961. De les terres baixes d'Àfrica oriental.
- Apis mellifera nubica. Abella de Núbia; del Sudan.
- Apis mellifera jemenitica Ruttner, 1976. De Somàlia, Uganda, el Sudan i el Iemen.

### Subespècies originades a l'Orient Mitjà i Àsia
- Apis mellifera macedonica Ruttner, 1988. Macedònia del Nord i nord de Grècia.
- Apis mellifera meda Skorikov, 1829. Iraq.
- Apis mellifera adamii Ruttner, 1977. Creta.
- Apis mellifera armeniaca. Orient Mitjà, Caucas i Armènia.
- Apis mellifera anatolica Maa, 1953. Regió central d'Anatòlia a Turquia i Iraq (fins a Armènia).
- Apis mellifera syriaca Skorikov, 1829. Abella de Síria i del Pròxim Orient.
- Apis mellifera pomonella Sheppard & Meixner, 2003. Endèmica de les muntanyes Tien Shan a l'Àsia central. Aquesta és la subespècie d'abella mel·lifera que arriba més a l'est.

## Biologia

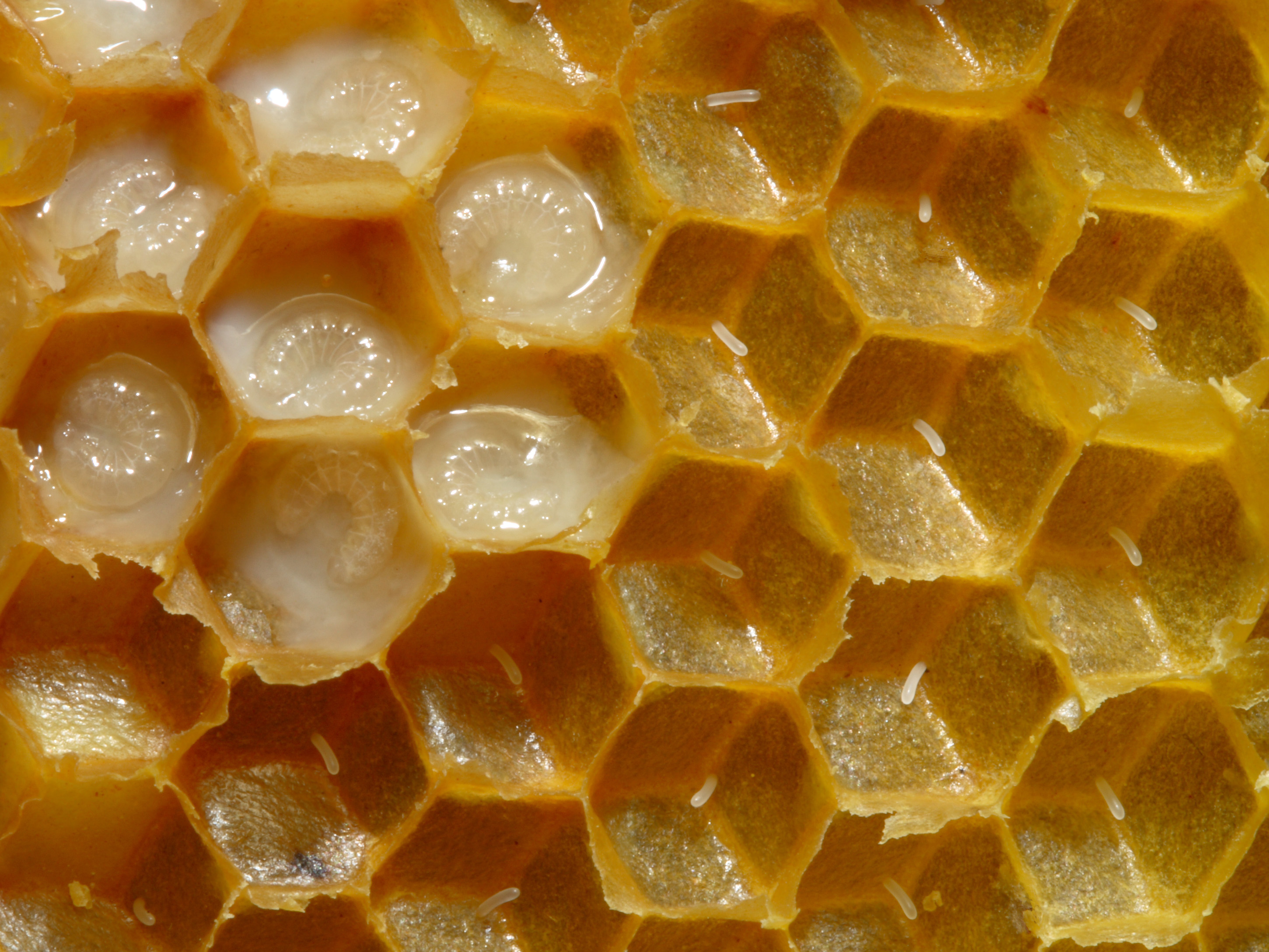
Larves a l'esquerra i ous a la dreta

En la zona de clima temperat les abelles sobreviuen durant l'hivern en forma de colònies i l'abella reina comença a pondre ous des de mitjan hivern. Aquest comportament es desencadena probablement per l'augment de la llargada dels dies. L'abella reina és l'única femella fèrtil de la colònia i diposita tots els ous d'on sortiran les altres abelles (mascles i femelles). L'abella reina no surt del rusc excepte pel curt període de l'aparellament o quan es forma un eixam nou per establir una nova colònia. La reina pon un únic ou en cadascuna de les cel·les preparades per les abelles obreres. De l'ou en surt una larva que serà alimentada per les obreres «mainaderes». Aproximadament després d'una setmana la cel·la de la larva és segellada per les obreres i arriben a l'estadi de pupa. Després d'una altra setmana emergeix una abella adulta.
Durant els primers deu dies de les seves vides les obreres netegen el rusc i alimenten les larves amb el comportament anomenat trofal·làxia. Després d'això fan cel·les amb cera que surt d'unes glàndules del seu cos. Del dia 16 al 20 les obreres reben nèctar i pol·len de treballadores més velles i l'emmagatzemen. Cap al vintè dia de la seva vida les abelles deixen el rusc per anar a recol·lectar nèctar i pol·len fins al final de la seva vida. La població d'un rusc saludable està entre unes 40.000 i 80.000 abelles.

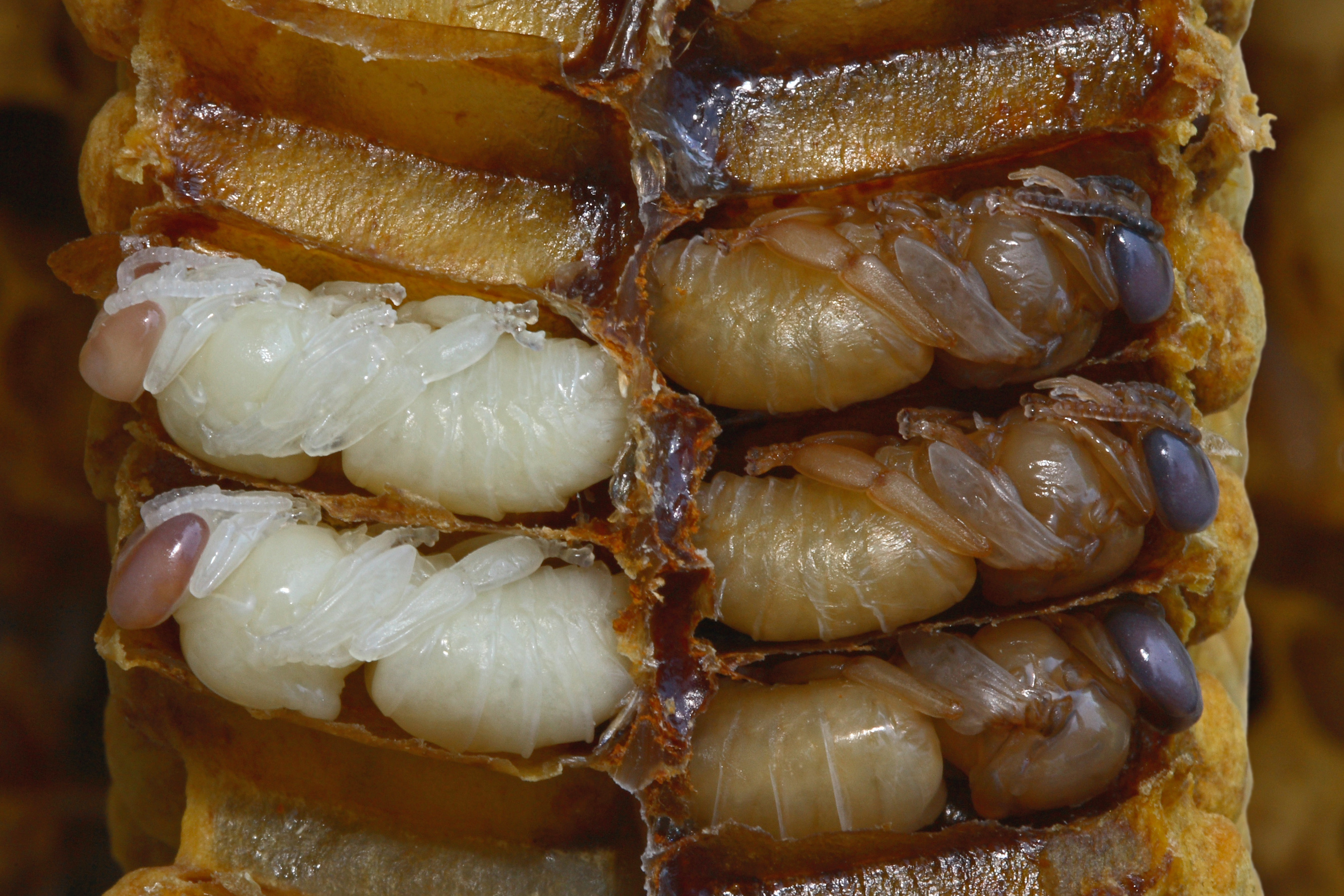
Pupes d'abellot

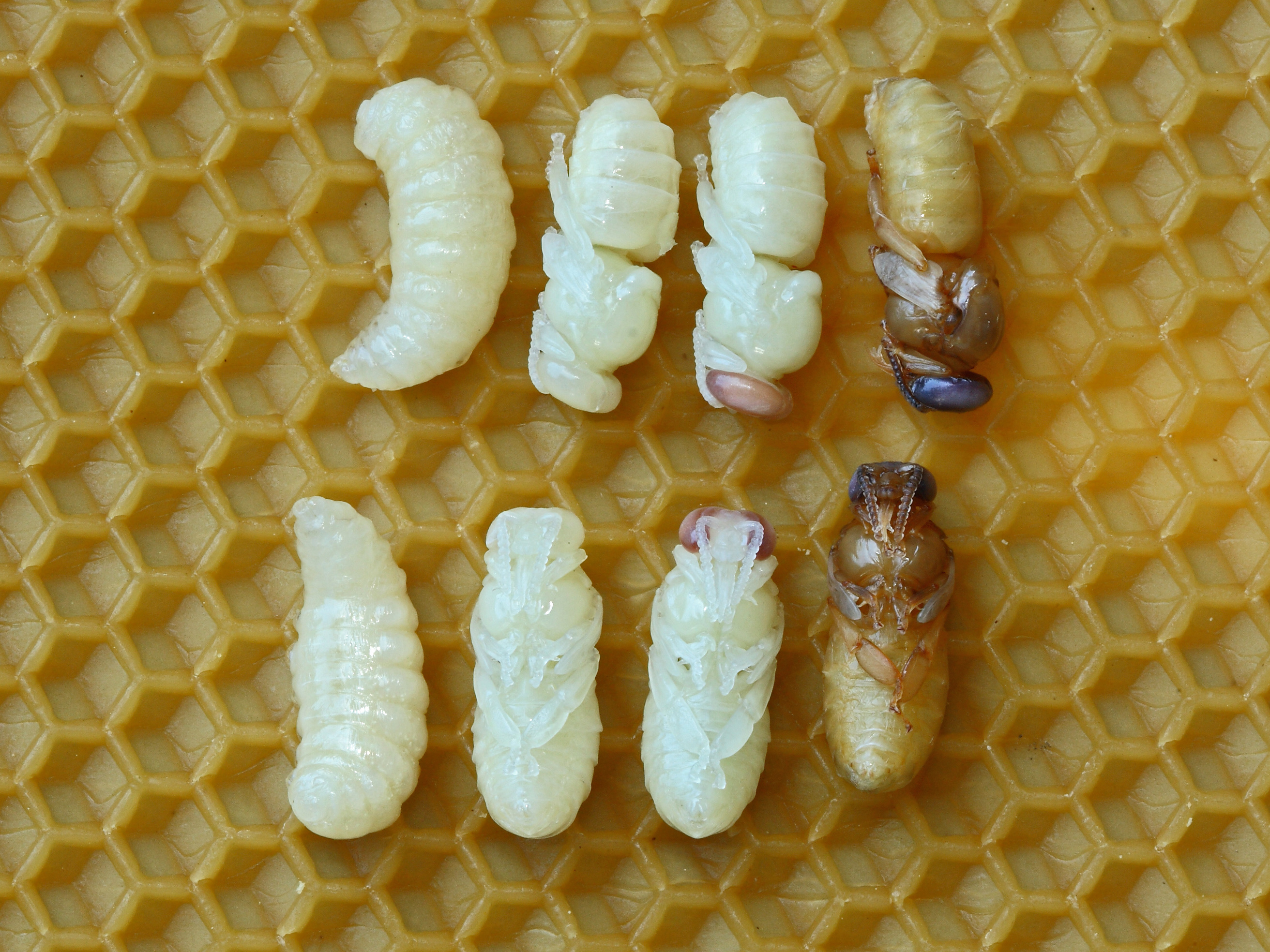
Estadis de desenvolupament de pupes d'abellot

Tant les obreres com la reina s'alimenten de gelea reial durant els primers tres dies de l'estadi larval. Aleshores a les treballadores se'ls canvia la dieta per nèctar i pol·len o mel diluïda, mentre la reina continua rebent gelea reial. Aquesta alimentació fa que la reina desenvolupi els seus òrgans genitals i a més sigui més gran que les obreres que resten infèrtils.
La cel·la on es desenvolupen els ous destinats a ser reines és d'una mida més gran i de forma diferent (com de cacauet).

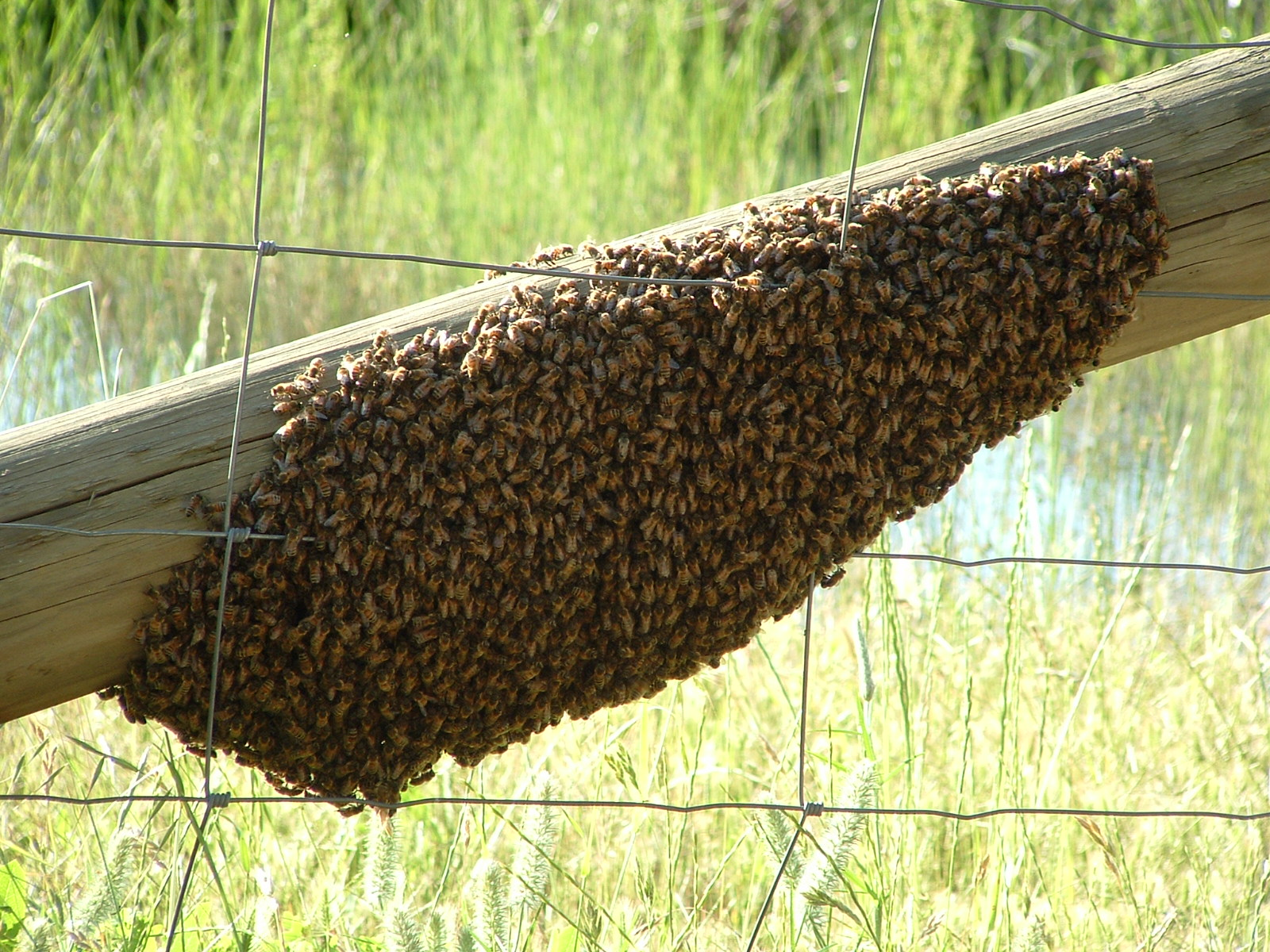
Eixam d'abelles, que no són agressives quan estan en un eixam fora d'un rusc

Encara que les obreres siguin infèrtils, en determinades circumstàncies poden pondre ous però com no poden aparellar-se amb abellots i d'aquests ous no fertilitzats només en poden sortir mascles d'abella.
La vida mitjana d'una abella reina és de tres o quatre anys. Encara que hi ha informes d'alguna que ha arribat a 7 o 8 anys. L'abella reina s'aparella en llocs molt allunyats del rusc on se'n concentren de diversos orígens. Diversos mascles aconsegueixen acoblar-se amb una mateixa reina i, com que els genitals masculins queden enganxats al cos de la femella, tots els abellots que han aconseguit acoblar-se moren per esquinçament. La reina conserva per sempre el semen dels mascles. En el rusc hi haurà abelles de la mateixa mare però de diferent pare i les obreres instintivament saben si són germanes també de pare.
La vida de les obreres és variable, les abelles nascudes a la primavera viuen unes poques setmanes. Les abelles nascudes a la tardor viuen uns quants mesos, ja que hivernaran dins del rusc.

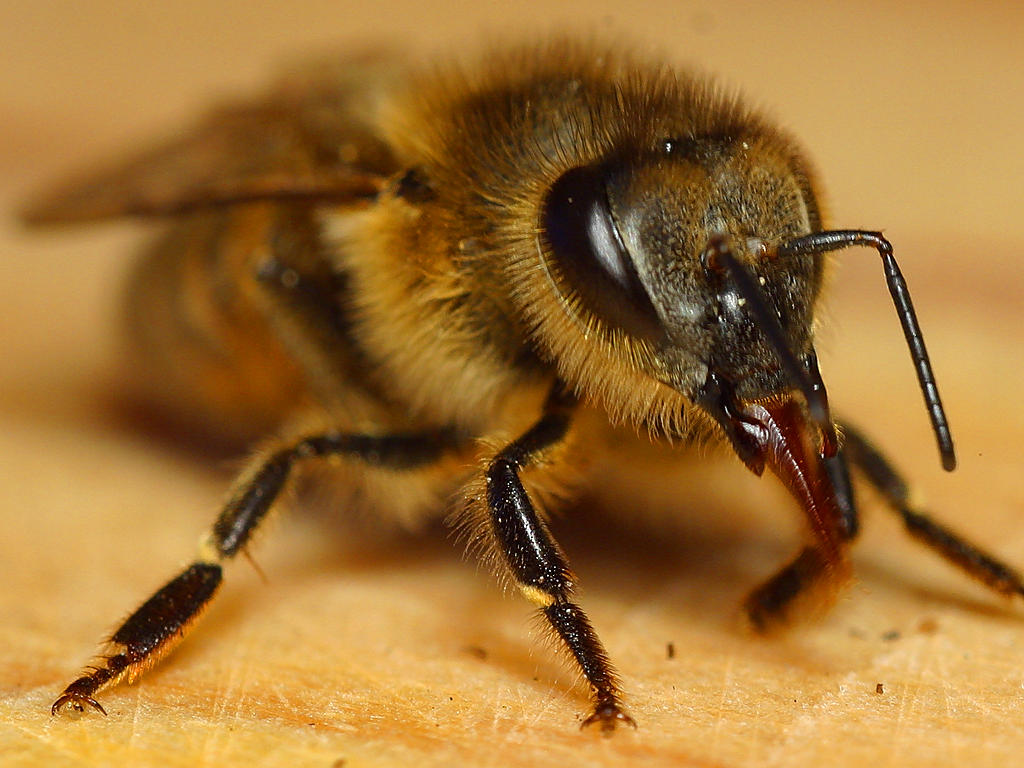
Abella amb la llengua parcialment estesa

La mel té com a matèria primera el nèctar que les abelles emmagatzemen en un segon estómac i el porten al rusc on les abelles obreres el tornen a digerir i amb enzims trenquen el sucre complex en sucres simples. Aquests productes simples s'emmagatzemen en cel·les per a assecar-lo fins a arribar a menys del 20% d'humitat, aleshores segellen la cel·la amb mel amb un tel de cera.

## L'abella a la cultura
La seva relació amb la mel fa aparèixer l'abella en nombroses obres literàries com a símbol de la primavera i la dolçor i també, com la formiga, com a animal treballador a la faula.
A la mitologia, es troba divinitzada o associada al culte de diferents déus, com la deessa Melissa minoica, les abelles d'Apol·lo o de l'egipci Ra (pels egipcis era també un emblema dels regnes del sud) i les del déu grec Aristeu.
L'abella Maia és una coneguda sèrie infantil de dibuixos animats on els protagonistes són un grup d'abelles. Dins també del sector d'animació, la pel·lícula Bee Movie va generar videojocs i merxandatge associat igualment a una colla d'abelles.
El 2018 la Fundació Joan Miró de Barcelona va fer una exposició monogràfica sobre la importància de les abelles dins de l'ecosistema del planeta.

## La picada de l'abella
És un insecte poc agressiu i poc avesat a picar si no se sent agredit o si no veu amenaçat el seu rusc. A diferència d'altres himenòpters, les abelles tenen el fibló dentat en forma d'arpó. Per aquest motiu, una vegada l'abella ha picat, resta unida a la pell. Açò li provoca un esquinçament de l'aparell digestiu quan malda per a separar-se'n, cosa que li causarà la mort.
La composició del verí (apitoxina) no ha estat ben establerta, si bé s'hi han identificat algunes substàncies actives com l'acetilcolina, la hialuronidasa (factor de difusió del verí), un pèptid degranulador de mastòcits i una neurotoxina anomenada apimina. A més, durant la reacció a la picada s'allibera una gran quantitat d'histamina i altres mitjancers del sistema immunitari.
La picada de l'abella sol donar lloc a una simptomatologia local i els casos greus o mortals que es coneixen són deguts bé a un xoc anafilàctic (relacionat amb una resposta desproporcionada de l'organisme i no amb els components del verí pròpiament dit), bé a picades múltiples per l'abatiment d'un rusc. En aquest darrer cas, les abelles tenen tendència a atacar qualsevol animal en moviment, alliberant substàncies olfactives que atrauran a les seves companyes i concentrant així un gran nombre de picades en un mateix individu. Segons Valledor de Lozoya, les reaccions davant les picades d'abella es poden classificar en tres: 
1. Reaccions anafilàctiques immediates. Degudes, tal com s'ha esmentat, a una resposta exagerada del sistema immunitari. Es manifesten amb un prurit generalitzat, urticària, rinorrea, llagrimeig, tos, sensació de cos estrany a la gola, broncoespasmes i angioedema de cara i gola.
2. Grans reaccions locals. Són les més habituals, i cursen amb eritema (envermelliment) i edema (inflor) locals de gran intensitat, que poden persistir durant més d'un dia. La intensitat d'aquesta reacció no està relacionada amb el risc de reacció anafilàctica.
3. Reaccions tardanes. En algunes ocasions s'han descrit reaccions que apareixen una o dues setmanes després de la picada i que es manifesten en forma d'urticària, febre, proteïnúria i inflamació de petits vasos sanguinis.

### Mesures davant la picada d'abella
Les mesures de primera línia davant una picada d'abella són:
- Retirar el fibló (sempre que sigui possible), sense pressionar.
- Rentar la zona de la picada amb aigua i sabó.
- Aplicar gel sobre la zona de la picada.
- En cas que es produeixin els primers símptomes descrits a l'apartat "reaccions anafilàctiques", acudir immediatament a un servei d'urgències o centre sanitari.

Altres mesures a utilitzar en les hores posteriors a la picada són l'administració d'antiinflamatoris i antihistamínics via oral, desaconsellant-se l'administració de pomades antihistamíniques. En cas d'administració de medicaments és aconsellable consultar un metge/metgessa o farmacèutic/farmacèutica.